# براد نيولي
براد نيولي (بالإنجليزية: Brad Newley) مواليد 18 فبراير 1985، هو لاعب كرة سلة أسترالي يلعب مع فريق سي بي غران كناريا ويحمل الرقم 8.

## فرق لعب لها
- نادي بانيونيس لكرة السلة
- ليتوفوس رايتس
- فالنسيا باسكت
- سي بي غران كناريا

## روابط خارجية
- براد نيولي على موقع الاتحاد الدولي لكرة السلة (الإنجليزية)
- براد نيولي على موقع الدوري الأوروبي لكرة السلة (الإنجليزية)
- براد نيولي على موقع سبورتس رفرنس (الإنجليزية)
- براد نيولي على موقع الدوري الإسباني لكرة السلة (الإسبانية)
- براد نيولي على موقع كرة السلة الأوروبية.كوم (الإنجليزية)
- براد نيولي على موقع ريلجم (الإنجليزية)
- براد نيولي على موقع بروبوليرز (الإنجليزية)
- براد نيولي على موقع سبورتس رفرنس (الإنجليزية)
- براد نيولي على موقع أوليمبيديا (الإنجليزية)
- براد نيولي على موقع اللجنة الأولمبية الأسترالية (الإنجليزية)